# Paul Halmos
Paul Richard Halmos (ur. 3 marca 1916 w Budapeszcie, zm. 2 października 2006 w Los Gatos) – amerykański matematyk pochodzenia węgierskiego. Jego prace dotyczą teorii prawdopodobieństwa, statystyki matematycznej, teorii operatorów, teorii ergodycznej, analizy funkcjonalnej (w szczególności teorii przestrzeni Hilberta) oraz logiki matematycznej.

## Życiorys
Halmos uzyskał tytuł B.A. na Uniwersytecie Illinois w Urbana-Champaign ze specjalizacją główną w filozofii i matematyką jako drugim przedmiotem. Po krótkiej przygodzie z filozofią poświęcił się ostatecznie matematyce i w 1938 roku obronił tezę Invariants of Certain Stochastic Transformation: The Mathematical Theory of Gambling Systems, pisaną pod kierunkiem Josepha Dooba. Po pewnych problemach z uzyskaniem posady, został asystentem Johna von Neumanna w Instytucie Badań Zaawansowanych w Princeton. W roku 1942 ukazała się jego książka Finite Dimensional Vector Spaces, która przyniosła mu uznanie jako autorowi publikacji matematycznych. Po tych doświadczeniach Halmos przeniósł się na Syracuse University w stanie Nowy Jork. Następnie, w latach 1946-1960 pracował na Syracuse Universitywski|Uniwersytecie w Chicago]]. W ciągu roku akademickiego 1968-1969 był dziekanem Wydziału Matematyki na Uniwersytecie na Hawajach, skąd przeniósł się na Uniwersytet w Indianie. Tam w roku 1985 przeszedł na emeryturę.

### Dokonania
Halmos jest autorem klasycznych już pozycji z rozmaitych dziedzin matematyki: Measure theory, Introduction to Hilbert space and theory of spectral multiplicity, Lectures on ergodic theory, Entropy in ergodic theory, Naive set theory, Algebraic logic, A Hilbert space problem book oraz Lectures on Boolean algebras. W szeregu artykułów opublikowanych w roku 1962 w Algebraic Logic wprowadził pojęcie algebr poliadycznych, odpowiednika rachunku predykatów pierwszego rzędu i różniących się od algebr cylindrycznych badanych przez Alfreda Tarskiego i jego uczniów. Prostą wersją algebr poliadycznych są monadyczne algebry Boole’a. Podczas prezesury Halmosa Amerykańskiego Towarzystwa Matematycznego (AMS) towarzystwo
wypracowało styl publikacji matematycznych. W roku 1983 otrzymał nagrodę AMS Steele Prize za wykłady. Halmos znany jest z wielu wypowiedzi na temat matematyki i charakteru twórczości matematycznej. Jego zdaniem istnieją bliskie analogie między pracą matematyka i artysty. Wydana w roku 1985 „automatografia” (biografia Halmosa-matematyka) jest charakterystyką życia typowego matematyka w USA w XX wieku.

### Innowacje
Stosowany przez matematyków znak końca dowodu ∎ (Unicode U+220E) nazywany jest czasem „halmosem”.